# 環球時報
『環球時報』（かんきゅうじほう、中: 环球时报、英: Global times）は、中国共産党中央委員会の官営機関紙『人民日報』傘下のタブロイドで、海外のニュースを中心とした紙面構成。国際版として英字紙Global Timesも発行。『人民日報』の姉妹紙である。

## 概要
1993年1月に創刊され、英語版『Global times』は2009年4月20日に創刊された。創刊当時の名称は『環球文萃』であったが、1997年に現在の名称となった。また、環球時報の英語版には北京・上海のローカル版もある。
民族主義的観点を持つことで知られており、鈴置高史は、「中国共産党の対外威嚇メディア」と表現している。
日本の公安調査庁の「内外情勢の回顧と展望」（平成27年1月）のコラム「『琉球帰属未定論』の提起・拡大を狙う中国」には、「『琉球新報』が『琉球処分は国際法上、不正』と題する日本人法学者の主張に関する記事を掲載した際には、人民日報系紙『環球時報』が反応し、関連記事を掲載する（8月）など、中国側の関心は高く、今後の沖縄関連の中国の動きには警戒を要する」と記されている。

## 問題となった報道・誤報
- 2013年8月、『環球時報』のオンライン版で「女性死刑囚の死刑執行」をテーマとする写真ニュースを掲載したが[7]、のちにポルノビデオの映像の一部だと判明した[8]。
- 2013年9月、『環球時報』のオンライン版は「もし西側諸国がシリアを攻撃すれば、ロシアは米国の同盟国サウジアラビアを攻撃する」というニュースを転載したが[9]、『ロシアの声』はウェイボーでアメリカの個人による虚偽報道だと指摘した[10]。
- 2017年9月に韓国政府のTHAAD追加配備に対する社説にて「THAADは北朝鮮の核のように地域安定を害する『悪性腫瘍』になるだろう」「THAAD配備を支持する韓国の保守主義者はキムチばかり食べて、間抜け（糊塗)になったのか」「THAAD配備完了の瞬間、韓国は北朝鮮の核開発と大国間の勢力争いの中を漂う浮草になる」「韓国は寺や教会が多いのだから、その中で祈ってろ」と韓国を揶揄した[1][11][12]。暴言社説だと韓国側から抗議を受けたが、該当社説の見出しだけ変更して、ほかはそのまま再掲載したことが同月9日に『中央日報』によって確認されている[1]。
- 2017年12月6日に『環球時報』は「朝鮮半島で戦争が発生すれば北朝鮮の最初の攻撃の対象は韓国で、米国と日本がその次の対象になるため、中国が直接的な影響を受ける可能性は小さい」「朝鮮半島で戦争が起きれば核汚染の可能性があるが、今は北西季節風が吹く冬季なので中国東北地域に有利だ」との時評を掲載した。しかし、官営メディアが周辺国を名指して比較的な安全性を主張するのは不適切だという指摘を韓国側から受け、該当の時評は『中央日報』によると7日時点では削除されている[13]。
- 2017年12月15日には韓国人記者集団リンチ事件で「（加害者が）中国公安といういかなる証拠もない」「該当記者たちが取材規定を破ったために事件が発生した」「暴行にあった韓国人カメラマンが取材の規定を破ったという非難を浴びている」と事件の責任を被害者である韓国人記者に転嫁して中国公安当局の現場警護の責任を薄める報道をした。そのため、韓国の『中央日報』には「韓国を嘲笑している」と批判された[14]。
- 2018年9月6日には「中国の駐大阪総領事館が専用バス15台を関西国際空港に派遣し、中国人観光客約750人を優先的に救出した」などと虚報を報じた。後に関西国際空港側から外部の車両の進入を禁止していたことから虚報だと指摘されたが、台湾の駐大阪経済文化弁事処（領事館に相当）の蘇啓誠（中国語版）代表（駐大阪領事に相当）が自殺する事態を引き起こした[15][16]。台湾の駐日経済文化代表処の謝長廷代表（駐日大使に相当）は中国側のバスが関西国際空港に乗り込んだとの主張を否定するなど虚偽報道の対処に追われた。『産経新聞』は「海外で災害などに遭遇した台湾人の不安心理を揺さぶる中国側の巧妙な宣伝工作」との台湾人男性の見方を紹介して、日本で発生した災害で中国国内や台湾への世論工作が展開されたと分析している[17]。
- 2019年8月31日、香港デモで活躍した黄之鋒が銅鑼湾で香港の警察により現行犯逮捕されたと報じたが、のちに誤報だと指摘されたため、編集長の胡錫進がウェイボーで謝罪声明を掲げた[18]。
- 2020年1月11日、同月8日に発生したウクライナ国際航空752便撃墜事件の「ミサイル撃墜説」については、イラン政府のスポークスマンの説明を引用し、「でたらめ」「アメリカの心理戦」だと断じたが[19]、同日にイラン側がミサイルを発射し旅客機を誤撃墜したと認めた[20]。
- 2021年5月21日、韓国の文在寅大統領はホワイトハウスでアメリカのジョー・バイデン大統領と会談を行い、首脳会談後に発表した共同声明では「北朝鮮の人権」と「台湾海峡の安定」が盛り込まれたが、『環球時報』は5月21日社説「US prepares a trap for South Korea in White House summit」において、「韓国よ、米国の罠にかかるな」と見出しを打ち、本文で「台湾問題という中国の核心的利益に触れるなら、それは毒杯を飲むのに等しい」と韓国を脅した[5]。これについて鈴置高史が「属国扱いしている韓国が自分に逆らうとは、中国は信じられない思いだったでしょう」「韓国が『台湾』に言及したのは事実なのです。いくら米国の圧力が原因とは言え、『属国風情』からメンツを潰された中国も放ってはおけないでしょう」と評している[5]。
- 2021年8月10日、台湾がリトアニアに「駐リトアニア台湾代表処」の名称で代表機関を設置することについて胡錫進編集長は『環球時報』社説で、「（リトアニアは）頭のおかしな小さな国で、地政学的な危険に満ちている」「ヨーロッパの反中国派のなかでも、最も踏み込んだ行動に出た」「リトアニアのような小国が、大国との関係を悪化させる行動をとるとは、度し難いことだ」「最終的には国際ルールを破るという邪悪な行為の代償を払う」と評し、リトアニア政府（英語版）がアメリカにつき、中国と敵対していると激しく攻撃した[21]。
- 2022年2月7日、北京オリンピックで中国に2個目の金メダルをもたらしたショートトラック男子1000メートルの判定に韓国が反発していることについて、『環球時報』は「韓国は長い間、中国・日本という二つの強大国の陰に隠れているうちにいつしか劣等感が生まれ、そのせいで（ショートトラックの）判定を中国びいきで韓国をバカにした不公正なものだと考えている」と主張した[22]。

## アメリカでの扱い
アメリカ合衆国国務省は2020年6月、環球時報は独立した報道機関ではなく、中国共産党の支配下にあるプロパガンダ機関として諜報活動と世論戦、情報戦を仕掛ける宣伝機関であるために、『人民日報』、『中国中央テレビ』、『中国新聞社』とともに「外国使節団」と認定した。